# Manhunt international 1993
Manhunt international 1993 fut la première édition du concours mondial de beauté masculine Manhunt international. L’élection se déroula sur la Gold Coast du Queensland (Australie). Parmi les 25 candidats venus des quatre coins du monde, ce fut Thomas Sasse d’Allemagne qui remporta le tout premier titre de Manhunt international.

## Résultats

### Classement
| Place                      | Candidat                          |
| -------------------------- | --------------------------------- |
| Manhunt international 1993 | Allemagne – Thomas Sasse          |
| 1er dauphin                | Turquie – Berke Hurcan            |
| 2e dauphin                 | Suisse – Raffaele Memoli          |
| 3e dauphin                 | Philippines – Aaron Small         |
| 4e dauphin                 | Nouvelle-Calédonie – Michel Boeuf |

### Récompenses spéciales
| Titre                     | Candidat                          |
| ------------------------- | --------------------------------- |
| M. Physique (Mr Physique) | Philippines – Aaron Small         |
| M. Tourisme (Mr Tourism)  | Nouvelle-Calédonie – Boeuf Michel |

## Participants
- Allemagne – Thomas Sasse
- Angleterre – Peter Poles
- Australie – Con Demetriou
- Belgique – Jurgen Baeten
- Canada – Martin Vinyard
- États-Unis – Jeff Ericksen
- France – Aaron Yurtner
- Grèce – Manos Meletiou
- Irlande – Brett Gray
- Italie – Damian La Pia
- Malaisie – Eugene Ming
- Nouvelle-Calédonie – Michel Boeuf
- Nouvelle-Zélande – Jimmy Watson
- Pays-Bas – Oscar Van Es
- Philippines – Aaron Small
- Singapour – Felix Loke
- Sri Lanka – Michael Fernandopulle
- Suède – Jarrod Larsen
- Suisse – Raffaele Memoli
- Tonga – Jeff Vikelotu
- Turquie – Berke Hurcan
- Vanuatu – Jonathan Naupa
- Îles Vierges des États-Unis – Hohn Mifsud
- Zaïre – Michael Kabama